# Editors
Editors sind eine britische Indie-Rock-Band mit deutlichen Anleihen im New-Wave- und Post-Punk-Spektrum.

## Geschichte
Die Anfänge der Band gehen auf das Jahr 2000 zurück: Die ursprüngliche Besetzung – Tom Smith, Chris Urbanowicz, Russell Leetch und Geraint Owen – nannte sich zunächst Pilot. Kennengelernt hatten sie sich an der Staffordshire Universität im Kurs Music Technology. Nach diversen Namensänderungen, dem Ausscheiden Owens und mit dem „Neuzugang“ Ed Lay beendeten die Bandmitglieder 2003 ihr Studium und zogen nach Birmingham. 2004 unterzeichneten sie einen Vertrag bei Kitchenware Records und nannten sich fortan Editors.
Im Januar 2005 erschien die Debütsingle Bullets, mit der sie auf Anhieb die britischen Singlecharts erreichten. Auf alternativen Radiostationen wurde die Single zu einem der meistgespielten Songs. Mit ihrer zweiten Single bestätigte die Band diesen Erfolg.
Das zweite Album An End Has a Start erschien am 22. Juni 2007, die erste Singleauskopplung war Smokers Outside the Hospital Doors. Am 9. Oktober 2009 folgte das dritte Album In This Light and on This Evening.
In einem BBC-Interview gab die Band zu Protokoll, dass bereits erste Demos für ein weiteres Album existierten und die Arbeit daran nach dem Berlin Festival 2010 begonnen werden könne.
Im April 2012 stieg Gitarrist und Keyboarder Chris Urbanowicz aus der Band aus. Diese Entscheidung sei mit Blick auf die zukünftige musikalische Ausrichtung und mit großer Schwermut getroffen worden. Die geplanten Festivals für 2012 wurden aber nicht abgesagt. Stattdessen stießen Justin Lockey als Gitarrist und Elliott Williams (überwiegend Keyboard/Synthesizer, bei Konzerten 2014 zeitweise vertreten durch Nick Willes) zur Band. Als Feuertaufe für die neue Besetzung gilt der Auftritt beim belgischen Festival Rock Werchter im Sommer 2012. 
Gemeinsam setzte man in Nashville die Arbeit am vierten Album fort, das im Juli 2013 als The Weight of Your Love als CD, Vinyl und MP3-Download mit elf neuen Titeln veröffentlicht wurde.

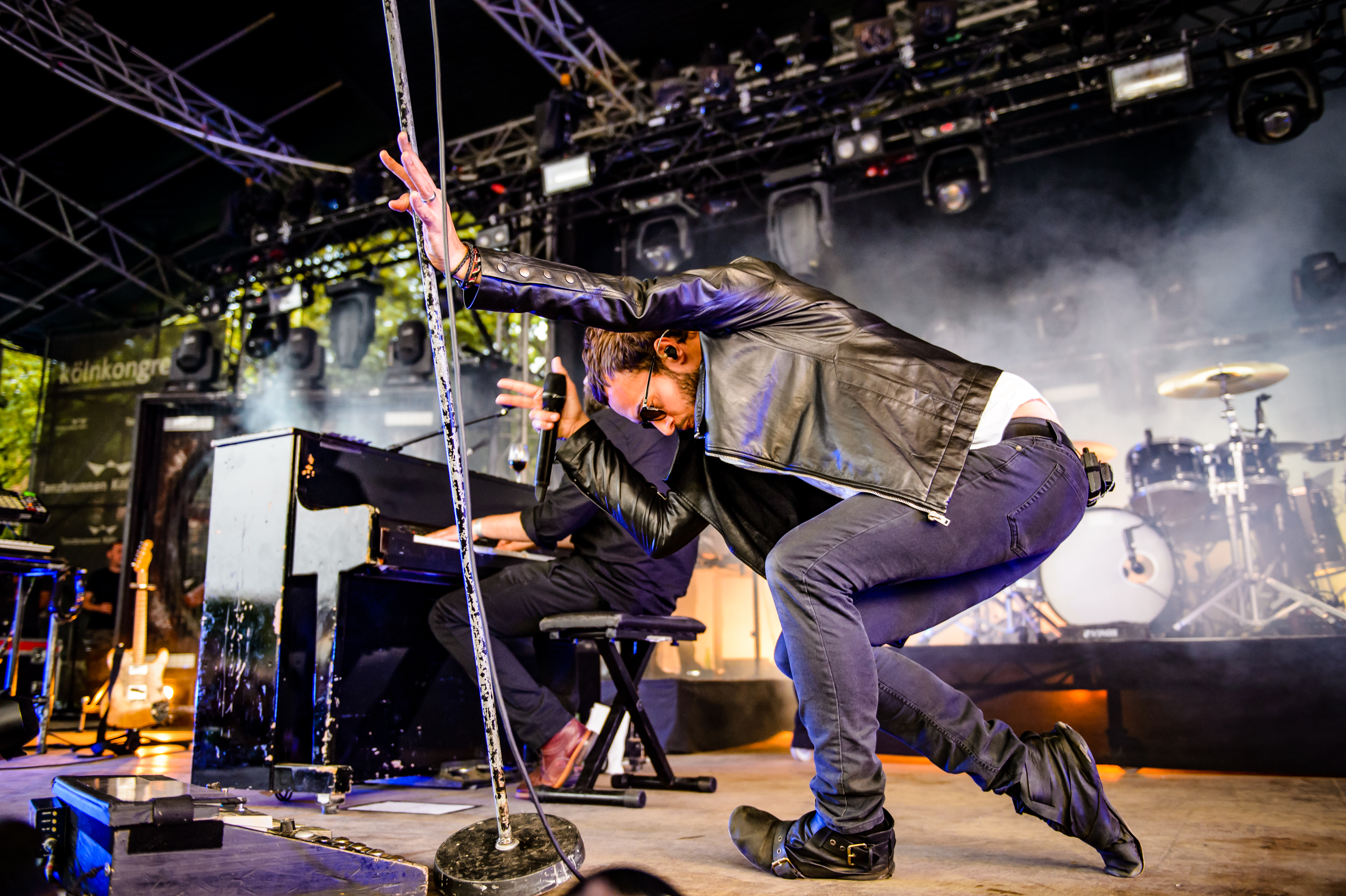
Editors beim Amphi Festival 2016

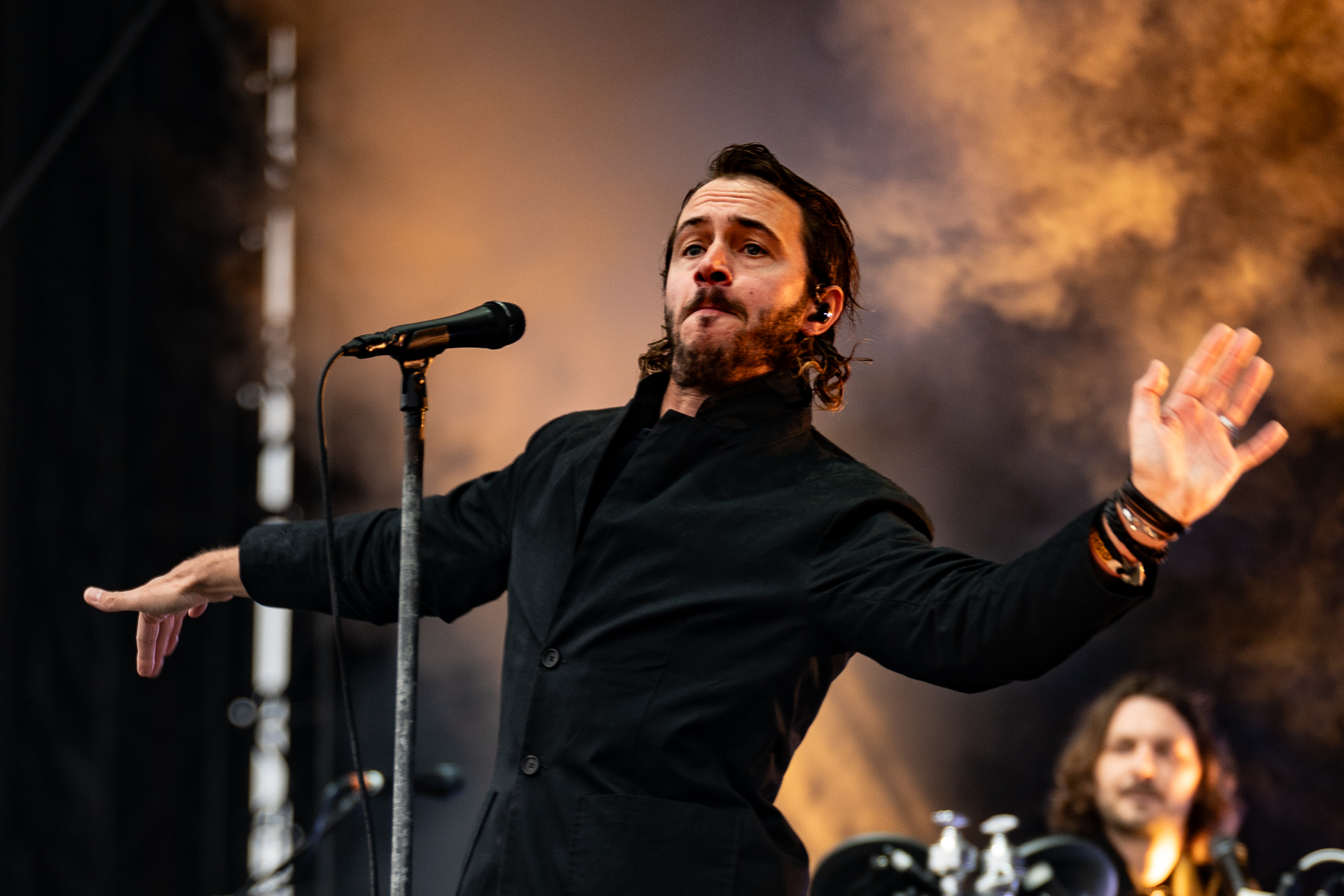
Tom Smith beim Southside Festival 2024

Im Oktober 2014 zog sich die Band nach Schottland zurück, um am fünften Album zu arbeiten. Unter dem Stichwort „E5“ hielt sie ihre Fans mit Fotos oder kleinen Videos über soziale Netzwerke auf dem Laufenden. Im April 2015 wurde eine Art Schatzsuche gestartet: Ein neuer Titel sei auf einer CD „out there“ versteckt worden. Ein Fan fand drei Tage später das Stück No Harm als Hidden Track auf einem aktuellen PIAS-Sampler und stellte ihn bei YouTube ein.
Im März 2018 folgte das sechste Album VI OLENCE, das typographisch die von seinem Vorgänger bekannte Zählweise (E6 = vgl. römisch VI) aufnahm. Im Februar stellte die Band in einem Cottage in Surrey das Album einem kleinen Kreis von Fans – Gewinner eines Videowettbewerbs – vorab u. a. mit einem Akustikset vor, das auch über einen Facebook-Livestream übertragen wurde. Die zugehörige Tour (EU, USA) fand im Frühjahr statt, gefolgt von einer Festivalkampagne im Sommer. Sie führte die Band u. a. zurück ins belgische Werchter, als Headliner bei „TW Classic“. Eine Fortsetzung folgte im Herbst (UK, EU).
Im Mai 2019 erschien die EP The Blanck Mass Sessions. Enthalten waren ein bisher unveröffentlichter Titel (Barricades) sowie alternative Versionen einiger Titel des Albums Violence. Die Songs der EP hatte der Komponist und Musikproduzent Blanck Mass, bürgerlicher Name Benjamin John Power, bearbeitet.
Blanck Mass wurde im April 2022 als weiteres Bandmitglied vorgestellt.
Im September 2022 erschien mit EBM das siebte Studioalbum der Band.

## Stil
Ihr Stil ist, ähnlich wie Bloc Party, The National, The Killers, Interpol oder The Bravery, stark beeinflusst von Bands wie Elbow, Doves, Joy Division, den frühen R.E.M. und Echo & The Bunnymen. Besonders auffällig ist die Bariton-Stimme ihres Sängers Tom Smith, die an Ian Curtis von Joy Division oder Sivert Høyem von Madrugada erinnert.

## Sonstiges
- Die Mittelalter-Rockband In Extremo coverten das Lied An End Has A Start aus dem gleichnamigen Album auf ihrem Album Sängerkrieg. Entgegen dem Original allerdings, in dessen Refrain-Zeile es heißt "You came on your own, that's how you'll leave", singt In-Extremo-Frontmann Michael Robert Rhein "You came on your own, that's how you live".

- Während der Accelerate-Tour 2008 der Band R.E.M. waren Editors auf einigen Konzerten als Vorband aktiv.

- 2009 waren die Editors auf dem Rhythms-del-Mundo-Album "Classics" mit einer Latinoversion von "Walk on the Wild Side" vertreten.[15]

- Im Juni 2010 wirkte die Band bei einigen Konzerten, wie z. B. am 19. Juni im Goffertpark in Nijmegen, als Vorband der ebenfalls britischen Band Muse bei deren Resistance-Tour. Zuvor spielten beide Bands beim 25-jährigen Jubiläum von Rock am Ring.

- Im Winter 2011 veröffentlichte Sänger und Frontmann Tom Smith gemeinsam mit Andy Burrows (ehemals u. a. Razorlight) ein Album mit Weihnachtssongs unter dem Titel Funny Looking Angels.[16]

- Die Band unterstützt die Wohltätigkeitsorganisation Oxfam. Beispielsweise dürfen Oxfam-Mitarbeiter auf Editors-Konzerten für ihre Sache werben;[17] im Juni 2015 stellte die Band eine auf 300 Stück limitierte LP-Testpressung der neuen Single "Marching Orders" zur Verfügung, die in ausgewählten Oxfam-Filialen in Großbritannien, Belgien und Deutschland verkauft wurde.[18]

## Galerie

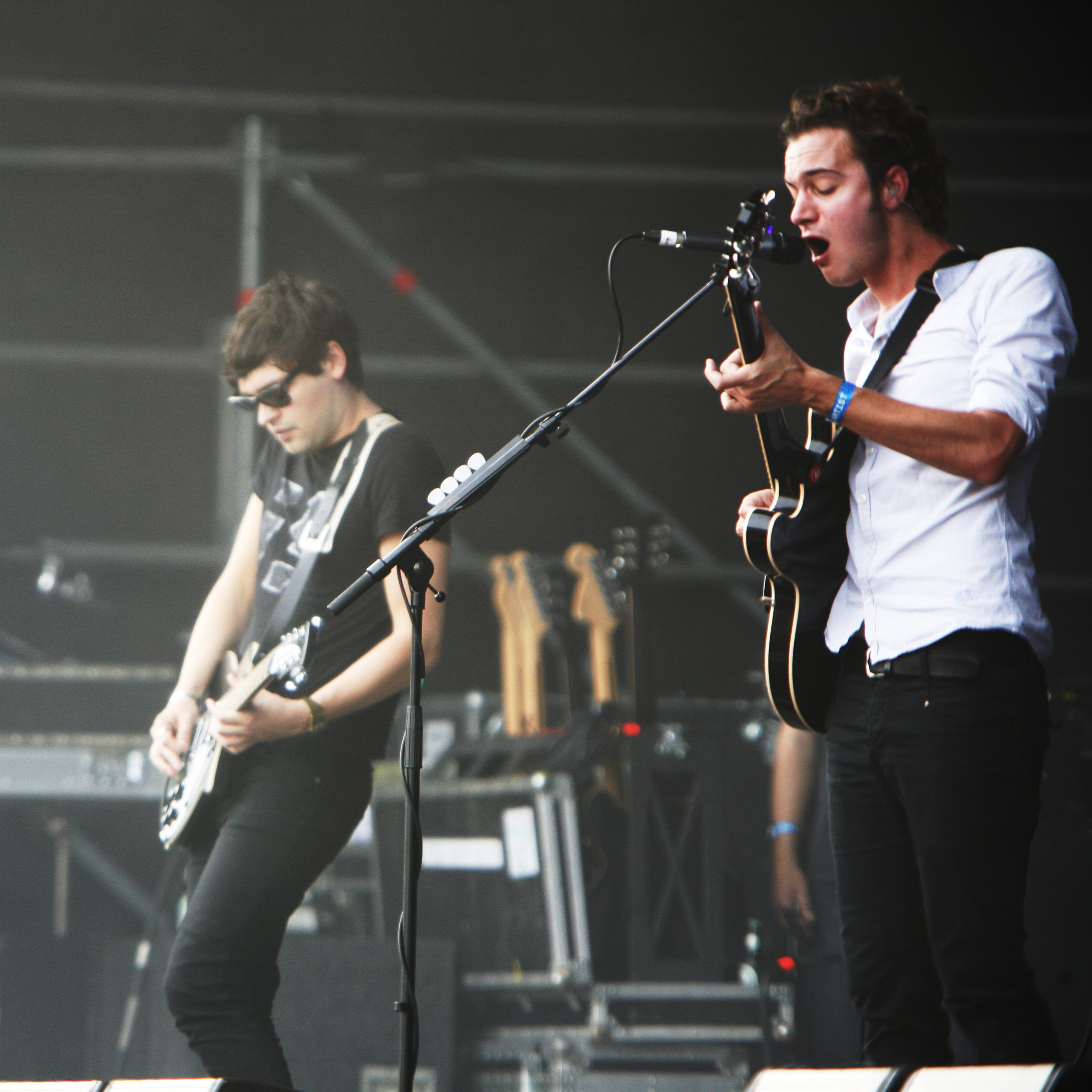
Editors 2007 (v. l. n. r.: Chris Urbanowicz, Tom Smith)
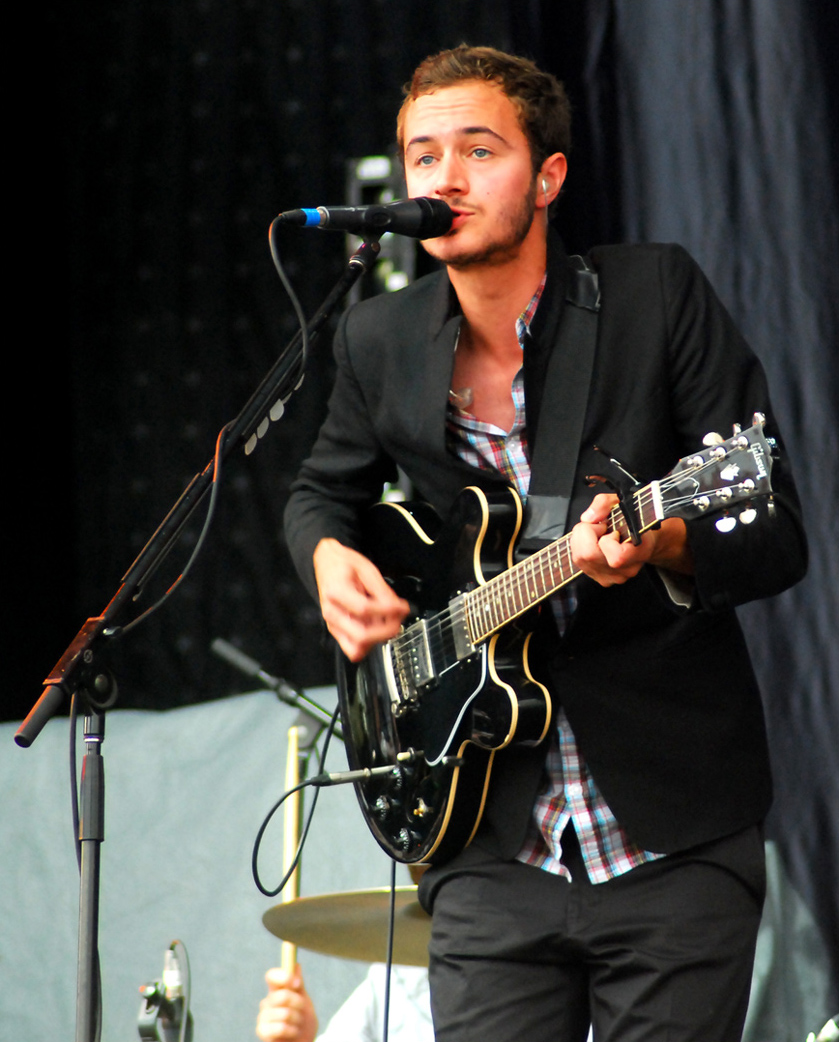
Sänger Tom Smith
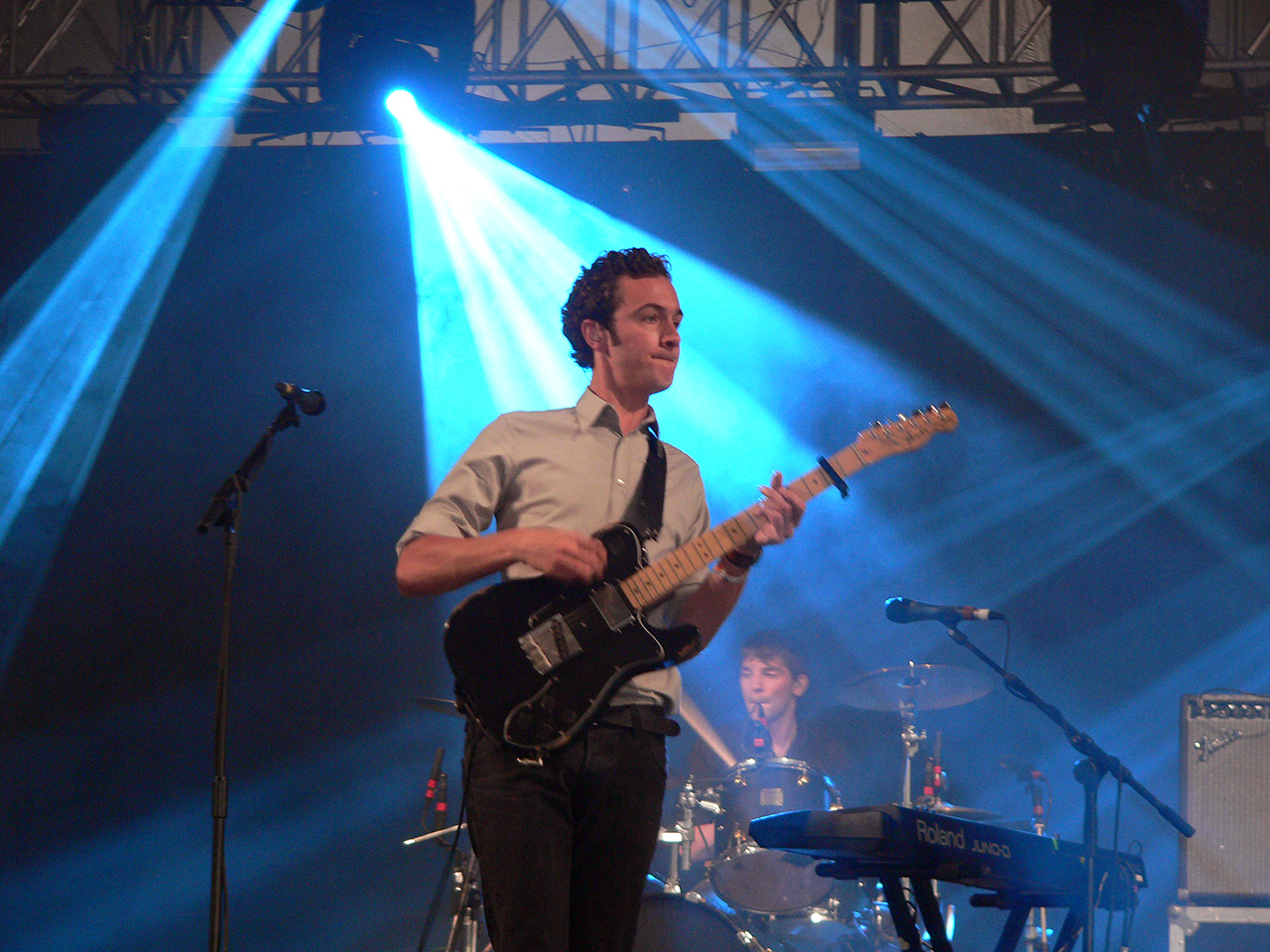
Sänger Tom Smith
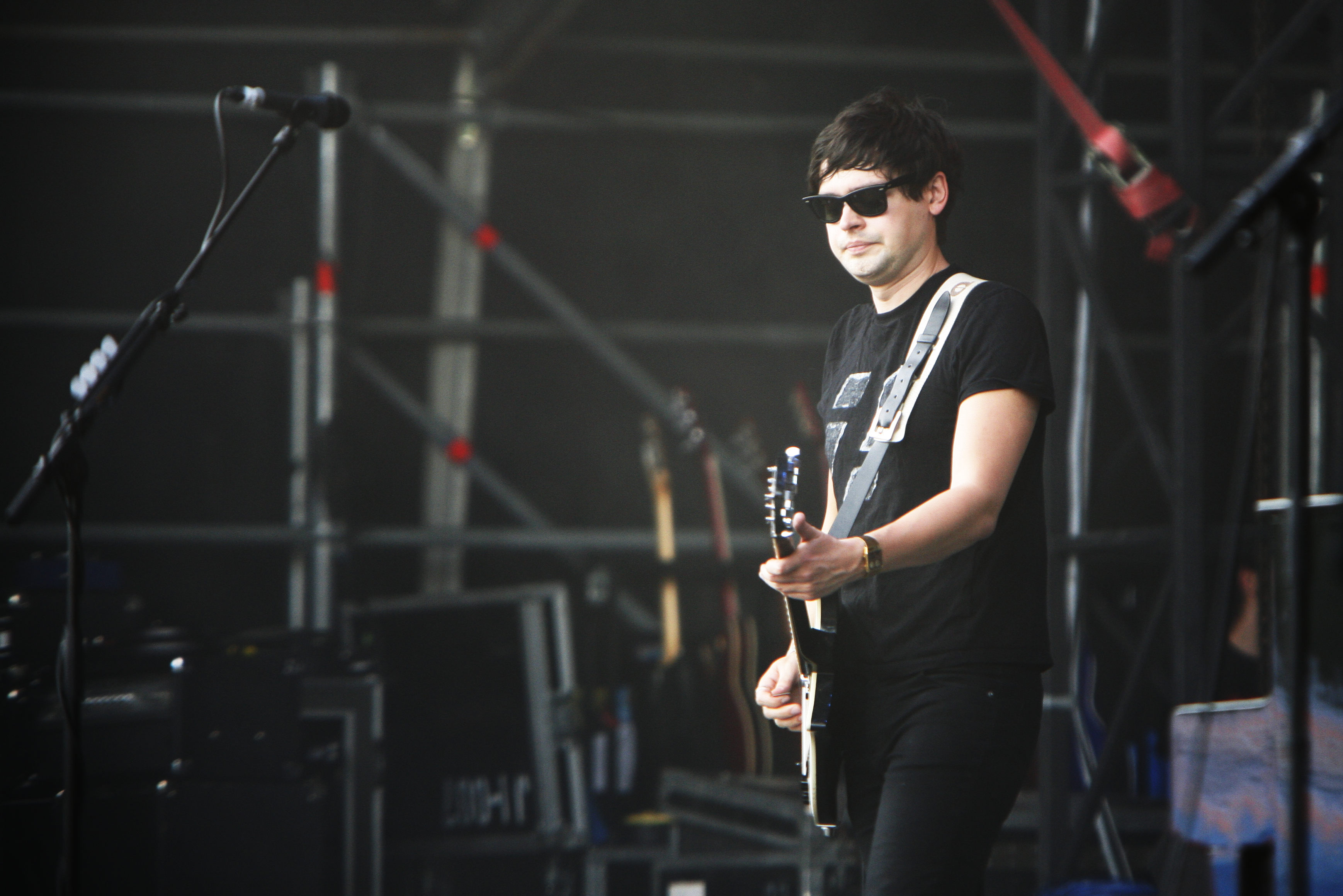
Ehemaliger Gitarrist Chris Urbanowicz
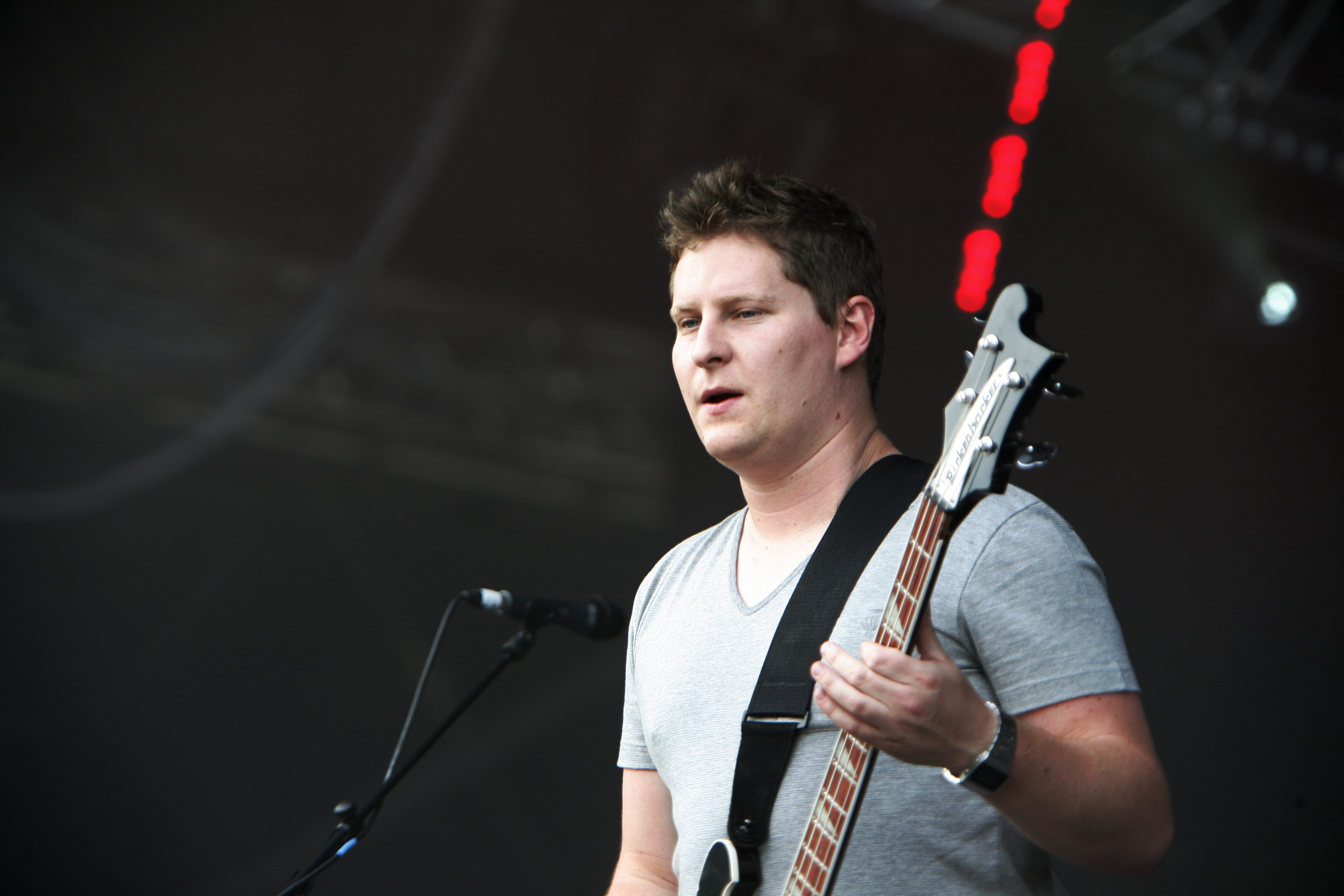
Bassist Russell Leetch
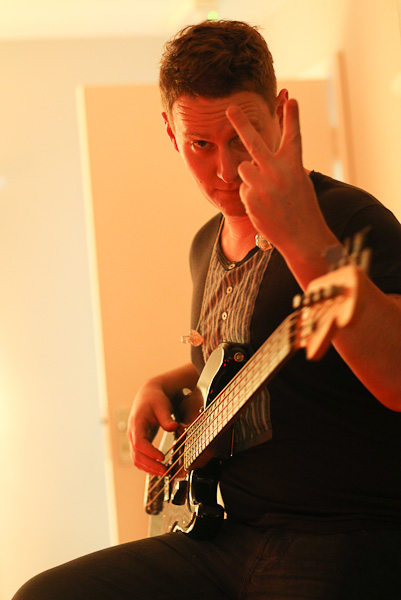
Bassist Russell Leetch
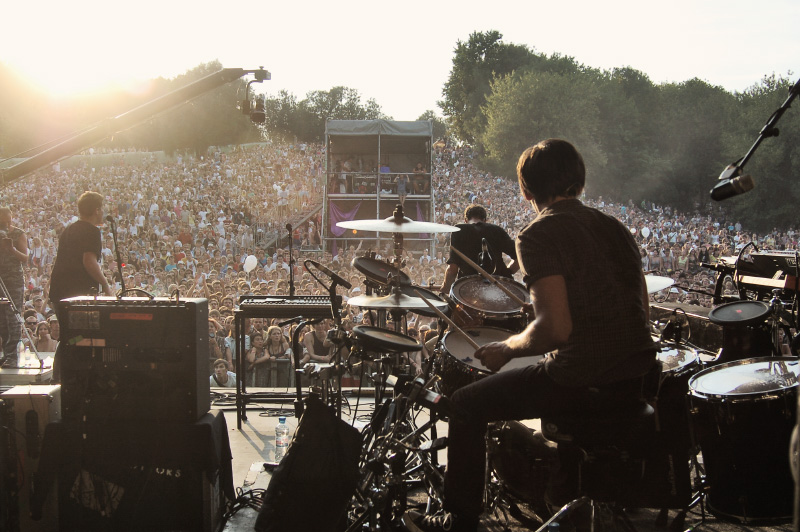
Editors 2010
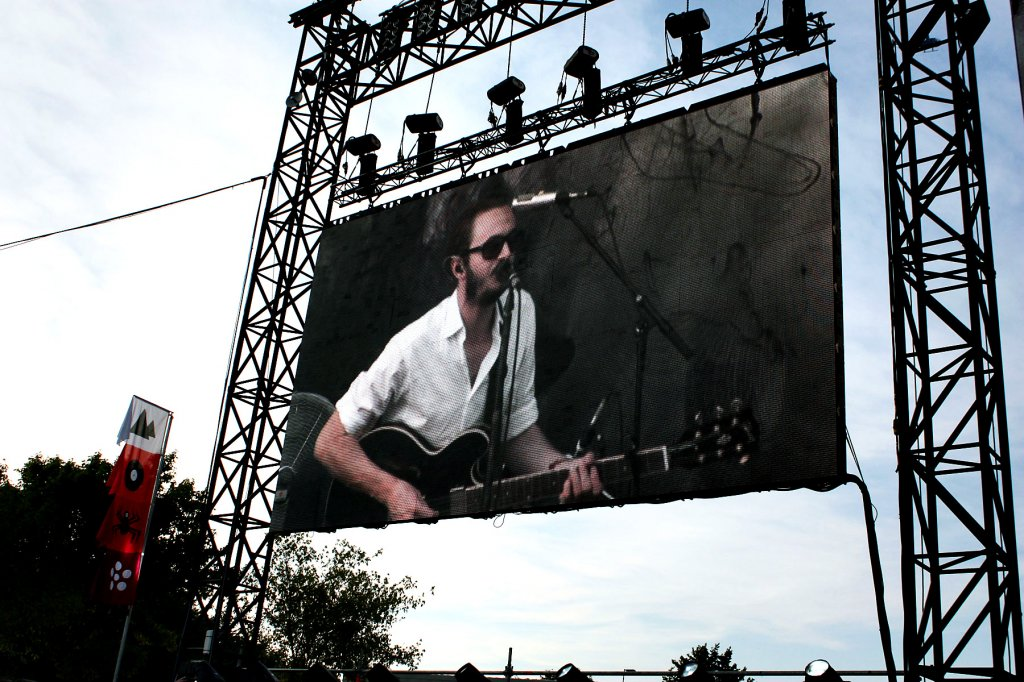
Tom Smith - The Editors - Bilbao BBK live 2013
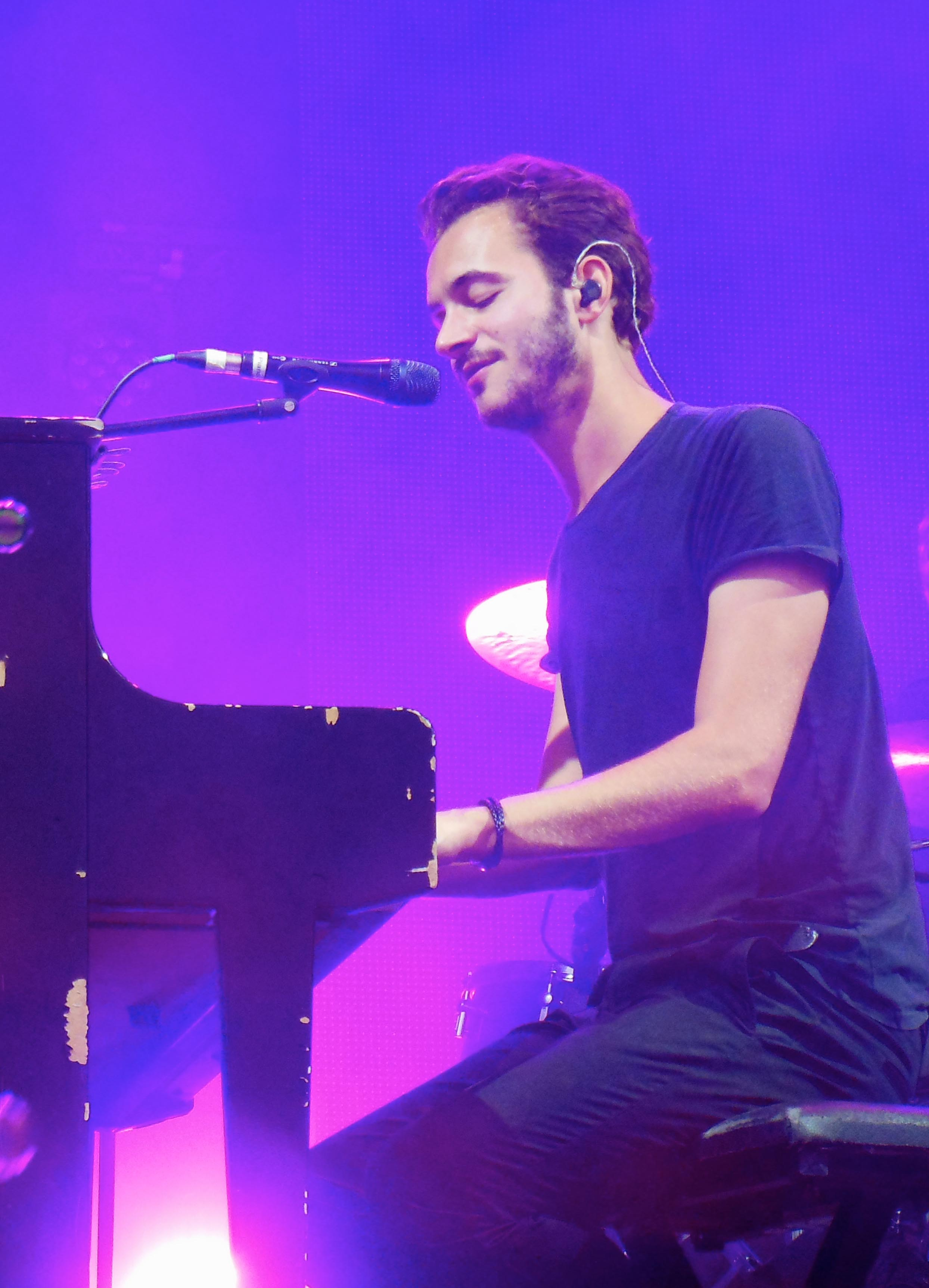
Tom Smith, Serengeti Festival '14

## Diskografie

### Studioalben
| Jahr | Titel                             | Höchstplatzierung, Gesamtwochen, AuszeichnungChartplatzierungen (Jahr, Titel, Platzierungen, Wochen, Auszeichnungen, Anmerkungen) | Höchstplatzierung, Gesamtwochen, AuszeichnungChartplatzierungen (Jahr, Titel, Platzierungen, Wochen, Auszeichnungen, Anmerkungen) | Höchstplatzierung, Gesamtwochen, AuszeichnungChartplatzierungen (Jahr, Titel, Platzierungen, Wochen, Auszeichnungen, Anmerkungen) | Höchstplatzierung, Gesamtwochen, AuszeichnungChartplatzierungen (Jahr, Titel, Platzierungen, Wochen, Auszeichnungen, Anmerkungen) | Höchstplatzierung, Gesamtwochen, AuszeichnungChartplatzierungen (Jahr, Titel, Platzierungen, Wochen, Auszeichnungen, Anmerkungen) | Anmerkungen                                     |
| Jahr | Titel                             | DE | AT | CH | UK | US | Anmerkungen                                     |
| ---- | --------------------------------- | --- | --- | --- | --- | --- | ----------------------------------------------- |
| 2005 | The Back Room                     | — | — | — | UK2 Platin · (50 Wo.)UK | — | Erstveröffentlichung: 25. Juli 2005             |
| 2007 | An End Has a Start                | DE24 (4 Wo.)DE | — | CH31 (4 Wo.)CH | UK1 Platin · (40 Wo.)UK | US117 (1 Wo.)US | Erstveröffentlichung: 25. Juni 2007             |
| 2009 | In This Light and on This Evening | DE8 (5 Wo.)DE | AT50 (3 Wo.)AT | CH12 (4 Wo.)CH | UK1 Gold · (7 Wo.)UK | — | Erstveröffentlichung: 12. Oktober 2009          |
| 2013 | The Weight of Your Love           | DE4 (8 Wo.)DE | AT10 (3 Wo.)AT | CH4 (9 Wo.)CH | UK6 Silber · (9 Wo.)UK | — | Erstveröffentlichung: 28. Juni 2013             |
| 2015 | In Dream                          | DE11 (3 Wo.)DE | AT15 (2 Wo.)AT | CH7 (3 Wo.)CH | UK5 (3 Wo.)UK | — | Erstveröffentlichung: 2. Oktober 2015 Doppel-CD |
| 2018 | Violence                          | DE6 (4 Wo.)DE | AT6 (3 Wo.)AT | CH10 (3 Wo.)CH | UK6 (2 Wo.)UK | — | Erstveröffentlichung: 9. März 2018              |
| 2022 | EBM                               | DE6 (2 Wo.)DE | AT25 (1 Wo.)AT | CH10 (2 Wo.)CH | UK10 (1 Wo.)UK | — | Erstveröffentlichung: 23. September 2022        |

### Kompilationen
| Jahr | Titel                       | Höchstplatzierung, Gesamtwochen, AuszeichnungChartplatzierungen (Jahr, Titel, Platzierungen, Wochen, Auszeichnungen, Anmerkungen) | Höchstplatzierung, Gesamtwochen, AuszeichnungChartplatzierungen (Jahr, Titel, Platzierungen, Wochen, Auszeichnungen, Anmerkungen) | Höchstplatzierung, Gesamtwochen, AuszeichnungChartplatzierungen (Jahr, Titel, Platzierungen, Wochen, Auszeichnungen, Anmerkungen) | Höchstplatzierung, Gesamtwochen, AuszeichnungChartplatzierungen (Jahr, Titel, Platzierungen, Wochen, Auszeichnungen, Anmerkungen) | Anmerkungen                            |
| Jahr | Titel                       | DE | AT | CH | UK | Anmerkungen                            |
| ---- | --------------------------- | --- | --- | --- | --- | -------------------------------------- |
| 2019 | Black Gold: Best of Editors | DE21 (1 Wo.)DE | AT50 (1 Wo.)AT | CH94 (1 Wo.)CH | UK28 (1 Wo.)UK | Erstveröffentlichung: 25. Oktober 2019 |

### EPs
| Jahr | Titel                    | Höchstplatzierung, Gesamtwochen, AuszeichnungChartplatzierungen (Jahr, Titel, Platzierungen, Wochen, Auszeichnungen, Anmerkungen) | Höchstplatzierung, Gesamtwochen, AuszeichnungChartplatzierungen (Jahr, Titel, Platzierungen, Wochen, Auszeichnungen, Anmerkungen) | Höchstplatzierung, Gesamtwochen, AuszeichnungChartplatzierungen (Jahr, Titel, Platzierungen, Wochen, Auszeichnungen, Anmerkungen) | Anmerkungen                                     |
| Jahr | Titel                    | DE | AT | CH | Anmerkungen                                     |
| ---- | ------------------------ | --- | --- | --- | ----------------------------------------------- |
| 2003 | Snowfield Demo EP        | — | — | — | Erstveröffentlichung: 2003                      |
| 2019 | The Blanck Mass Sessions | DE53 (1 Wo.)DE | AT67 (1 Wo.)AT | CH90 (1 Wo.)CH | Erstveröffentlichung: 3. Mai 2019 als Snowfield |

### Singles
| Jahr | Titel Album                                                  | Höchstplatzierung, Gesamtwochen, AuszeichnungChartplatzierungen (Jahr, Titel, Album, Platzierungen, Wochen, Auszeichnungen, Anmerkungen) | Höchstplatzierung, Gesamtwochen, AuszeichnungChartplatzierungen (Jahr, Titel, Album, Platzierungen, Wochen, Auszeichnungen, Anmerkungen) | Höchstplatzierung, Gesamtwochen, AuszeichnungChartplatzierungen (Jahr, Titel, Album, Platzierungen, Wochen, Auszeichnungen, Anmerkungen) | Höchstplatzierung, Gesamtwochen, AuszeichnungChartplatzierungen (Jahr, Titel, Album, Platzierungen, Wochen, Auszeichnungen, Anmerkungen) | Anmerkungen                                                                      |
| Jahr | Titel Album                                                  | DE | AT | CH | UK | Anmerkungen                                                                      |
| ---- | ------------------------------------------------------------ | --- | --- | --- | --- | -------------------------------------------------------------------------------- |
| 2005 | Bullets The Back Room                                        | — | — | — | UK27 (5 Wo.)UK | Erstveröffentlichung: 24. Januar 2005 Wiederveröffentlichung: 26. September 2005 |
| 2005 | Munich The Back Room                                         | — | — | — | UK10 Silber · (15 Wo.)UK | Erstveröffentlichung: 18. April 2005 Wiederveröffentlichung: 2. Januar 2006      |
| 2005 | Blood The Back Room                                          | — | — | — | UK18 (6 Wo.)UK | Erstveröffentlichung: 11. Juli 2005 Wiederveröffentlichung: 19. Juni 2006        |
| 2006 | All Sparks The Back Room                                     | DE82 (3 Wo.)DE | — | — | UK21 (3 Wo.)UK | Erstveröffentlichung: 27. März 2006                                              |
| 2007 | Smokers Outside the Hospital Doors An End Has a Start        | — | — | — | UK7 (8 Wo.)UK | Erstveröffentlichung: 18. Juni 2007                                              |
| 2007 | An End Has a Start                                           | DE88 (1 Wo.)DE | — | — | UK27 (5 Wo.)UK | Erstveröffentlichung: 3. September 2007                                          |
| 2007 | The Racing Rats An End Has a Start                           | — | — | — | UK26 (2 Wo.)UK | Erstveröffentlichung: 26. November 2007                                          |
| 2008 | Push Your Head Towards the Air An End Has a Start            | — | — | — | — | Erstveröffentlichung: 3. März 2008                                               |
| 2008 | Bones An End Has a Start                                     | — | — | — | — | Erstveröffentlichung: 2. Juni 2008                                               |
| 2009 | Papillon In This Light and on This Evening                   | DE43 (7 Wo.)DE | AT44 (4 Wo.)AT | CH52 (4 Wo.)CH | UK23 (3 Wo.)UK | Erstveröffentlichung: 12. Oktober 2009                                           |
| 2010 | You Don’t Know Love In This Light and on This Evening        | — | — | — | — | Erstveröffentlichung: 25. Januar 2010                                            |
| 2010 | Last Day –                                                   | — | — | — | — | Erstveröffentlichung: 17. April 2010 Limited Single                              |
| 2010 | Eat Raw Meat = Blood Drool In This Light and on This Evening | — | — | — | — | Erstveröffentlichung: 24. Mai 2010                                               |
| 2010 | No Sound But the Wind (Live) –                               | — | — | — | — | Erstveröffentlichung: 26. Juli 2010 Live at Rock Werchter 2010                   |
| 2013 | A Ton of Love The Weight of Your Love                        | — | — | — | — | Erstveröffentlichung: 24. Juni 2013                                              |

### Sonstige Veröffentlichungen
2011 wurde die limitierte Box „Unedited“ veröffentlicht. Sie enthielt alle drei bisher erschienenen Alben auf CD und LP sowie unter dem Titel „You are fading I - IV“ vier CDs / LPs mit B-Seiten oder anderen Raritäten, außerdem ein Buch mit Fotoaufnahmen und einer Auflistung aller Konzerte. Die ersten Vorbesteller erhielten einen von Tom Smith handgeschriebenen Songtext Ihrer Wahl, weitere wurden in dem Buch namentlich genannt.

## Auszeichnungen für Musikverkäufe
| Goldene Schallplatte - Belgien - 2008: für das Album An End Has a Start - 2010: für das Album The Back Room - 2010: für die Single Papillon - 2013: für das Album The Weight of Your Love - 2016: für das Album In Dream - Europa (Impala) - 2008: für das Album An End Has a Start - 2010: für das Album In This Light and on This Evening - 2016: für das Album In Dream - Irland - 2005: für das Album The Back Room - 2007: für das Album An End Has a Start - Niederlande - 2008: für das Album The Back Room - 2018: für das Album In Dream | 2× Goldene Schallplatte - Europa (Impala) - 2012: für das Album The Back Room - 2014: für das Album The Weight of Your Love Platin-Schallplatte - Belgien - 2010: für das Album In This Light and on This Evening - 2013: für die Single No Sound But the Wind |

Anmerkung: Auszeichnungen in Ländern aus den Charttabellen bzw. Chartboxen sind in ebendiesen zu finden.
| Land/RegionAuszeichnungen für Musikverkäufe (Land/Region, Auszeichnungen, Verkäufe, Quellen) | Silber     | Gold       | Platin     | Verkäufe  | Quellen         |
| -------------------------------------------------------------------------------------------- | ---------- | ---------- | ---------- | --------- | --------------- |
| Belgien (BRMA)                                                                               | —          | 5× Gold5   | 2× Platin2 | 135.000   | ultratop.be     |
| Europa (Impala)                                                                              | —          | 7× Gold7   | —          | (600.000) | Einzelnachweise |
| Irland (IRMA)                                                                                | —          | 2× Gold2   | —          | 15.000    | irishcharts.ie  |
| Niederlande (NVPI)                                                                           | —          | 2× Gold2   | —          | 50.000    | nvpi.nl         |
| Vereinigtes Königreich (BPI)                                                                 | 2× Silber2 | Gold1      | 2× Platin2 | 960.000   | bpi.co.uk       |
| Insgesamt                                                                                    | 2× Silber2 | 17× Gold17 | 4× Platin4 |           |                 |